# Erkan Zengin
Erkan Zengin (Stockholm, 5 augustus 1985) is een Zweeds-Turks voetballer die bij voorkeur als middenvelder speelt. Tussen 2013 en 2016 speelde hij in het Zweeds voetbalelftal.

## Clubcarrière
Zengins profcarrière begon bij Hammarby IF, waar hij als negenjarige werd opgenomen in de jeugdopleiding. Hier debuteerde hij in 2003 in de eerste ploeg in een competitiewedstrijd tegen Malmö FF. In 2008 vertrok Zengin naar Turkije, waar hij na een korte periode bij Beşiktaş JK jarenlang basisspeler was bij Eskisehirspor en meer dan honderd wedstrijden in de Süper Lig speelde. Gedurende het seizoen 2014/15 tekende hij een contract bij Trabzonspor.

## Interlandcarrière
Zengin speelde dertien interlands voor Zweden –21 en debuteerde op 26 maart 2013 in het Zweeds voetbalelftal. Op 8 september 2014 maakte hij zijn eerste interlanddoelpunt in een EK-kwalificatiewedstrijd tegen Oostenrijk (1–1 gelijkspel). Op 11 mei 2016 werd Zengin opgenomen in de Zweedse selectie voor het Europees kampioenschap voetbal 2016 in Frankrijk. Zweden werd uitgeschakeld in de groepsfase na nederlagen tegen Italië (0–1) en België (0–1) en een gelijkspel tegen Ierland (1–1).